# Klemm Kl 35
Klemm Kl 35 là một loại máy bay huấn luyện và thể thao của Đức, được phát triển nối tiếp loại Kl 25.

## Biến thể
- Kl 35a
- Kl-35b
- Kl 35B
- Kl 35BW
- Kl 35D
- Kl 106

## Quốc gia sử dụng
Tiệp Khắc
- Không quân Tiệp Khắc (Sau chiến tranh)

 Germany
- Luftwaffe

 Hungary
- Không quân Hoàng gia Hungary

 Lithuania
- Không quân Litva

 Slovakia
- Không quân Quân nổi dậy Slovak
- Slovenské vzdušné zbrane

 România
- Không quân Hoàng gia Romania

 Tây Ban Nha
- Không quân Tây Ban Nha

 Thụy Điển
- Không quân Thụy Điển

## Tính năng kỹ chiến thuật (Klemm Kl 35D)
Dữ liệu lấy từ The Concise Guide to Axis Aircraft of Chiến tranh thế giới II 
Đặc điểm tổng quát
- Kíp lái: 2
- Chiều dài: 7,50 m (24 ft 7¼ in)
- Sải cánh: 10,40 m (34 ft 1¼ in)
- Chiều cao: 2,05 m (6 ft 8¾ in)
- Diện tích cánh: 15,20 m² (163,62 ft²)
- Trọng lượng rỗng: 460 kg (1.014 lb)
- Trọng lượng cất cánh tối đa: 750 kg (1.654 lb)
- Động cơ: 1 × Hirth HM 60R, 60 kW (80 hp)

 Hiệu suất bay 
- Vận tốc cực đại: 212 km/h (132 mph)
- Vận tốc hành trình: 190 km/h (118 mph)
- Tầm bay: 665 km (413 mi)
- Trần bay: 4.350 m (14.270 ft)